# کاچکین‌تورای
کاچکین‌تورای (انگلیسی: Kachkinturay) یک شهرک در شهرستان کالتاسینسکی استان باشقیرستان کشور روسیه است.